# Station Wyszogród
Station Wyszogród is een spoorwegstation in de Poolse plaats Kamion.